# Litera stacojie
Litera stacojie (cu titlul original The Scarlet Letter, apărut în 1850) este un roman scris de Nathaniel Hawthorne. Este considerat magnum opusul lui Hawthorne și unul din marile romane americane. Situat în decorul din Boston-ul puritan, în secolul al XVII-lea, redă povestea d-nei Hester Prynne, care naște un copil după ce a comis adulter și se chinuie să ducă o viață nouă, plină de regrete și demnitate. De-a lungul romanului, Hawthorne explorează teme privind ceea ce este legal, păcatul și sentimentul de vinovăție.

## Rezumatul subiectului
Acțiunea romanului se petrece în secolul al XVII-lea în orașul Boston din statul Massachusetts în timpul verii, într-un sat care era pe atunci puritan. O tânără, pe nume Hester Prynne, este condusă la ieșirea din închisoarea orașului, cu fiica ei bebeluș în brațe și pe piept, pe rochia ei având "o cârpă de culoare stacojie", care "avea forma unei litere. Era litera A mare". Litera stacojie "A" reprezintă actul de adulter pe care l-a comis și este simbolul păcatului ei – o emblemă a rușinii – pe care să o vadă toți. Un om din mulțime îi spune unui privitor mai vârstnic că Hester este pedepsită pentru adulter. Soțul Hester-ei, care este mult mai bătrân decât ea, a trimis-o înaintea lui în America în timp ce el rezolva niște afaceri în Europa. Totuși, soțul ei nu a mai venit la Boston. Părerea generală era că el a murit pe mare. Pe când își aștepta soțul, Hester a avut o aventură, dând apoi naștere unui copil. Ea totuși nu vrea să spună cine era amantul ei, iar litera stacojie, alături de rușinea publică este pedeapsa ei pentru păcat și pentru păstrarea secretului. În acea zi, Hester este condusă la eșafodul din centrul orașului și i se ține o predică moralizatoare de către patriarhii orașului, însă ea refuză iarăși să spună cine este tatăl copilului ei.
Privitorul vârstnic este soțul pierdut al Hester-ei, care practică medicina și poartă numele de Roger Chillingworth. El se stabilește în Boston, cu intenția de a se răzbuna. El îi spune doar Hester-ei adevărata lui identitate, cerându-i să jure că va păstra secretul. Trec mai mulți ani. Hester se întreține făcând cusături, iar fiica ei, Pearl, crește, devenind un copil îndărătnic, neastâmpărat, care este mai mult un simbol decât un personaj real, despre care se spune că este de fapt litera stacojie care a prins viață pentru a fi dragostea și pedeapsa Hester-ei. Evitând oamenii, ele locuiesc într-o căsuță la marginea Boston-ului. Funcționarii publici încearcă să o ia pe micuța Pearl de lângă Hester, însă cu ajutorul lui Arthur Dimmesdale, un preot meșter la vorbă, mama și fiica rămân împreună. Totuși, Dimmesdale pare a se ofili și suferă de o misterioasă boală de inimă, cauzată de extenuarea psihică. Chillingworth i se alătură preotului bolnav și se mută la el, astfel încât să îi poată oferi pacientului său ingrijiri nonstop. Chillingworth bănuiește și faptul că există o legătură între suferințele preotului și secretul Hester-ei și începe să îi pună întrebări lui Dimmesdale pentru a afla adevărul. Într-o după-amiază, în timp ce preotul doarme, Chillingworth descoperă ceva care nu îi este descris cititorului, probabil un "A" înfierat pe pieptul lui Dimmesdale, ceea ce îl convinge că bănuielile sale sunt corecte.

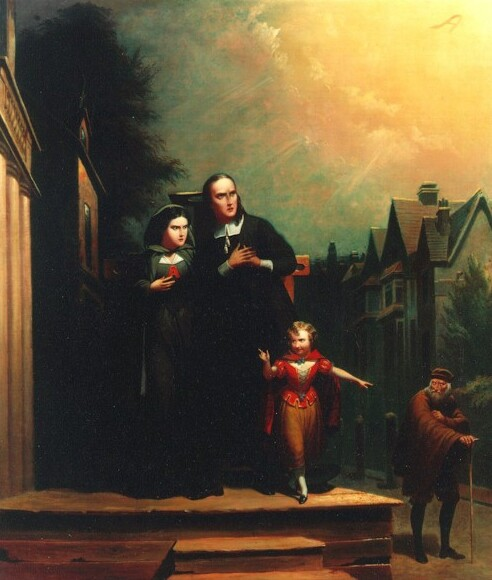
Litera stacojie, pictură în ulei de T. H. Matteson, 1860, făcută la îndemnul lui Hawthorne

Suferințele lui Dimmesdale se adâncesc și el se pedepsește singur. Între timp, faptele bune ale Hester-ei și smerenia ei mută îi câștigă o păsuire din partea comunității disprețuitoare. Într-o seară, pe când Pearl are șapte ani, ea și mama ei se întorc dintr-o vizită, de la patul de moarte al lui John Winthrop și se întâlnesc cu Dimmesdale sus pe eșafodul din piața orașului, încercând să se pedepsească pentru păcate. Hester și Pearl i se alătură și cei trei își dau mâna. Dimmesdale refuză cererea micuței Pearl de a o recunoaște public a doua zi și un meteorit marchează pe cer o literă “A” sumbră. Oamenii din oraș cred că litera aceea de pe cer marchează faptul că Angel, un om remarcabil în comunitate, a murit în noaptea aceea, însă Dimmesdale știe că înseamnă adulter. Hester vede că starea preotului se înrăutățește și se hotărăște să intervină. Ea se duce la Chillingworth și îi cere să nu mai adauge chinuri la suferințele lui Dimmesdale. Chillingworth refuză. Ea îl amenință că îi va spune lui Dimmesdale adevărata lui identitate.
Hester aranjează o întâlnire cu Dimmesdale în pădure pentru că știe că Chillingworth este conștient că ea plănuiește să îi spună adevărata identitate lui Dimmesdale și ea vrea să îl apere. În timp ce mergea prin pădure, soarele nu strălucește asupra Hester-ei, deși Pearl se încălzește sub razele sale. Ele îl așteaptă apoi pe Dimmesdale și când el sosește, Hester îl informează cine este cu adevărat Chillingworth și foștii amanți decid să fugă în Europa, unde pot locui, alături de Pearl, ca familie. Ei vor să se îmbarce pe un vapor care pleacă din Boston peste patru zile. Amândoi se simt ușurați, iar Hester își îndepărtează litera stacojie de pe piept și își despletește părul. Soarele apare imediat printre nori și îi luminează bucuria. Pearl, jucându-se în apropiere, nu își mai recunoaște mama, văzând lipsa literei. Ea este lipsită de vlagă și dă un țipăt prelung, până ce mama ei îi arată litera, aruncată pe jos. Hester îi face micuței Pearl semne să vină la ea, însă Pearl refuză, până ce Hester își așază iarăși pe piept litera. Abia atunci Pearl acceptă să vină la mama ei. Dimmesdale o sărută pe frunte pe micuța Pearl, iar Pearl imediat încearcă să spele sărutul la izvor, deoarece el refuză să facă publică relația lor. Totuși, el simte în mod clar o eliberare de prefăcătoria anterioară și de sub legile și păcatele sub care a trăit.
În ziua anterioară plecării vaporului, oamenii orașului se adună pentru a sărbători alegerile, iar Dimmesdale ține cea mai elocventă predică a sa. Între timp, Hester a aflat că Chillingworth știe planul lor de a fugi și a rezervat și el un loc pe același vapor. Dimmesdale, când iese din biserică, după slujbă, le vede pe Hester și Pearl stând lângă eșafodul orașului. În mod impulsiv, el se urcă pe eșafod împreună cu amanta și cu fiica sa și mărturisește în public adevărul, dând la iveală semnul cauterizat în carne, pe pieptul său. El cade și moare imediat după ce Pearl îl sărută.
Frustrat că nu se mai poate răzbuna, Chillingworth moare după un an. Hester și Pearl părăsesc orașul Boston și nimeni nu știe ce s-a întâmplat cu ele. Mulți ani mai târziu, Hester se întoarce singură, purtând încă litera pe piept și locuiește în vechea ei căsuță, reluându-și munca ei caritabilă. Uneori, ea primește scrisori de la Pearl, despre care se spune că s-a căsătorit cu un aristocrat european și are o familie a ei. Pearl a moștenit și toți banii lui Chillingworth, deși el știa că nu este fiica lui. Ea se simte eliberată, ca și oamenii orașului, mai ales femeile, care au iertat-o în sfârșit pe Hester pentru tragica ei indiscreție. Când Hester moare, este îngropată în "mormântul cel gol alături de unul vechi și adăncit, chiar pe terenul lângă care a fost apoi construită King's Chapel. Era chiar lângă acel mormânt vechi și adâncit, deși era un spațiu între ei, ca și cum țărâna celor doi care dorm acolo nu are dreptul să se amestece. Totuși, există o singură piatră de mormânt pentru amândoi." Piatra de mormânt a fost decorată cu litera "A", pentru Hester and Dimmesdale.

## Teme majore

### Păcatul
Păcatul și cunoașterea sunt legate strâns în tradiția iudeo-creștină. Biblia începe cu povestea lui Adam și Eva, care au fost alungați din Grădina Edenului pentru că au mâncat din Pomul cunoștinței binelui și răului. Ca rezultat al cunoașterii, Adam și Eva trebuie să admită că nu au ascultat, ceea ce îi separă de divinitate și de alte creaturi. După ce au fost alungați din Grădina Edenului, ei sunt nevoiți să trudească și să se înmulțească – două “munci” care par a defini condiția umană. Experiența Hester-ei și a lui Dimmesdale ne amintește de povestea lui Adam și Eva pentru că, în ambele cazuri, păcatul duce la alungare și suferință. Însă duce și la cunoaștere - mai precis, a cunoaște ce înseamnă a fi om. Pentru Hester, litera stacojie funcționează ca “pașaportul ei către regiunile în care alte femei nu îndrăznesc să calce,” făcând-o să “speculeze” asupra societății în care trăiește și asupra propriei persoane “mai îndrăzneț” decât oricine altcineva din Noua Anglie.
În ceea ce îl privește pe Dimmesdale, “preotul infidel” simte, din cauza păcatului său, “înduioșări atât de puternice pentru oamenii care au păcătuit, încât pieptul său palpită în același ritm cu ale lor.” Predicile sale elocvente și puternice derivă de la acest simț al empatiei. Povestirea preotului Arthur Dimmesdale este în concordanță cu cele mai vechi și cele mai autorizate principii din gândirea creștină. "Căderea" lui este o coborâre de la starea de har spre propria sa damnațiune; el pare a fi la început într-o stare de puritate, dar sfârșește în depravare. Rafinamentul cărții constă în faptul că preotul este propriul său amăgitor, convingându-se la fiecare etapă a pelerinajului său spiritual că este salvat.
Tufa cu trandafiri, a cărei frumusețe contrastează cu tot ceea ce o înconjoară – așa cum va fi mai târziu litera stacojie A frumos brodată – este evidențiată parțial ca o invitație de a găsi “vreo dulce floare morală” în ceea ce urmează, o poveste tragică și parțial ca o imagine a faptului că “adânca inimă a naturii” (posibil a lui Dumnezeu) se poate uita cu mai multă blândețe asupra nesupusei Hester și asupra copilului ei (trandafirii printre buruieni) decât pot vecinii ei puritani. De-a lungul operei, descrierile naturii contrastează cu întunericul desăvârșit al puritanilor și al sistemului lor.
Trupul diform al lui Chillingworth reflectă (sau simbolizează) răul din sufletul său, care este evidențiat pe măsură ce înaintează romanul, asemănător modului în care boala lui Dimmesdale dezvăluie agitația sa interioară. Omul exterior reflectă starea inimii sale.
Deși Pearl este un personaj complex, funcția ei fundamentală în cadrul romanului este aceea de simbol. Pearl este întruchiparea literei stacojii, iar Hester o îmbracă într-o frumoasă rochie stacojie, brodată cu fir de aur, la fel cu litera de pe pieptul lui Hester. Pot fi făcute paralele între Pearl și personajul Beatrice din Fiica lui Rappaccini. Ambele sunt îndreptate în aceeași direcție, deși din puncte de vedere diferite. Beatrice este hrănită cu plante otrăvite până când devine și ea otrăvitoare. Pearl, în misterioasa lume prenatală, asimilează otrava rezultată din sentimentul de vinovăție al părinților ei.

### Trecutul și prezentul
Dezacordul dintre prezent și viitor este evidențiat în moduri variate. De exemplu, personajul bătrânului general, ale cărui calități eroice includ un nume distins, perseverență, integritate, compasiune și putere morală interioară, este considerat a fi “sufletul și spiritul îndrăzneț al Noii Anglii.” Fiind acum pensionat, el uneori observă punctul vamal, condus de funcționari publici corupți, care lipsesc de la serviciu pentru a dormi, permit sau trec cu vederea contrabanda și sunt supravegheați de un inspector care “nu are deloc puterea gândirii, nici adâncime sau sentiment, nici acuitate a simțurilor care să îl jeneze,” care este destul de cinstit însă fără a avea o busolă intelectuală.

## Istorie
Litera stacojie a fost publicată în primăvara lui 1850 de Ticknor & Fields, marcând începutul celei mai productive perioade din viața lui Hawthorne. Când a predat ultimele pagini lui James Thomas Fields în februarie 1850, Hawthorne a spus că "unele fragmente din carte sunt scrise cu energie" însă avea îndoieli că va avea succes. In fact, the book was an instant best-seller deși, în paisprezece ani, i-a adus autorului câștiguri de numai $1,500. Prima publicație a cărțiia provocat reacții de protest masive din partea locuitorilor din Salem, care nu erau de acord cu modul în care Hawthorne îi descrisese în introducerea lui numită "Vama". A doua ediție, de 2,500 de copii, a Literei stacojii includea o prefață scrisă de Hawthorne și datată 30 martie, 1850, în care preciza că a hotărât să retipărească introducerea "fără schimbarea vreunui cuvânt... Singurele trăsături remarcabile ale schiței sunt buna dispoziție sinceră și autentică... Cât despre antipatia, sau ostilitatea de orice fel, personală sau politică, el le neagă cu totul".

## Aluzii
- Anne Hutchinson, menționată în Capitolul 1, La poarta închisorii, era o persoană care nu acceptă doctrinele bisericii anglicane (1591-1643). În anii 1630 ea a fost excomunicată de puritani și exilată din Boston, mutându-se în Rhode Island.[6]
- Martin Luther (1483-1546) a fost un lider al Reformării Protestante din Germania.
- Sir Thomas Overbury și Dr. Forman au fost implicați într-un scandal legat de adulter în 1615 în Anglia. Dr. Forman a fost învinuit de faptul că a încercat să îi otrăvească pe soția sa adulterină și pe amantul ei. Overbury a fost un prieten al amantului a fost probabil otrăvit.
- John Winthrop (1588-1649), primul guvernator al Coloniei Massachusetts Bay.
- King's Chapel Burying Ground din ultimul paragraf există; piatra funerară a Elisabetei Pain este considerată în mod traditional o inspirație pentru mormântul protagoniștilor.
- Campania de Eliberare a lui Richard Dawkins este reprezentată de emblema Scarlet Letter A.